# 김준연
김준연(金俊淵, 1895년 3월 14일 ∼ 1971년 12월 31일)은 일제강점기의 언론인이자 독립운동가였고, 대한민국의 정치인이다. 또한 조선공산당의 한 분파인 엠엘파(ML)의 중요 인사였다. 독일 베를린 대학을 우등으로 졸업하고 귀국 후에는 조선공산당 결성 운동에 참여했다. 1925년부터는 조선일보에 입사하여 2년간 기자와 주러시아 특파원 등으로 활동하다 1928년 동아일보로 옮겼다. 본관은 김해(金海)이다.
본래 공산주의 운동가였으나 우익으로 전향하여 해방 이후 1945년 9월 한민당 창당에 참여했으며, 1948년의 대한민국 단독 정부 수립에 지지를 보냈다. 민주국민당과 1954년 호헌동지회에 참여하였으며 민주당에 참여하였으나, 친여 인물로 분류되어 비판을 받던 중 탈당하여 자유민주당을 창당 조직하기도 했다. 1961년 5월과 1963년 제5대 대통령 선거 당시 박정희의 사상 경력에 의혹을 제기하여 논란을 일으키기도 했다.

## 생애

### 생애 초기

#### 출생과 성장
김준연은 1895년 3월 14일 전라남도 전라남도 영암군 영암읍 교동리 187에서 아버지 김상경(金相逕)과 어머니 청주한씨(淸州韓氏)의 장남으로 태어났다. 그가 태어난지 1년 후에 동생 준오(俊梧)가 5년 후에 동생 준량(俊亮)이 태어났다.
그의 21대조 농암(農巖) 김연(金璉)이 고려말 조선이 건국되자 벼슬을 버리고 영암군 영암읍 교동리에 입향했다. 그의 조상들은 대대로 지방 하급관리인 아전을 지내왔다.
어려서 그는 가정 형편이 넉넉하지 못해 7살 때까지 같은 마을에 있는 외가에서 성장하였다. 6세 때에 서당에 나가 천자문을 공부하기 시작했다. 나이 8세에 이르러 형편이 좀 나아지자 본가로 돌아 왔는데, 이때 부터 아버지는 아들 김준연을 위해 교육에 힘을 쏟았다. 영암읍에서 10리 떨어진 송계리의 영명재(永明齋)와 율산리의 야귀재(夜歸齋) 그리고 상동암(上東庵)과 도갑사(道岬寺)등지로 공부하러 보냈던 것이다.
그가 천자문을 거의 배울 무렵 강진에 사는 이모부께서 그에게 천자문을 거꾸로 읽어보라고 하자, 한자도 틀리지 않고 읽어 주위를 놀라게 하였다. 그리하여 사략, 통감, 논어, 맹자, 대학, 중용, 시전등을 공부하였고, 1908년 14살 가을에 영암보통학교 보습과(補習科)에 입학하여 신학문에 접하게 되었다. 13살에 어머니께서 항상 병중에 있어 빨리 결혼해야한다는 주위의 권고에 4살 연상의 김옥성(金玉聲)과 결혼했다.
결혼 후 다음해 즉 14살 때에 그는 영암보통학교 보습과를 수석으로 졸업하고 1910년 4월 서울로 올라가 한성고등보통학교(경기중·고등학교의 전신)에 입학하였다. 그해 7월 21일에 고향에서 모친별세의 전보를 받고 급히 귀향하여 장례를 치른 후 다시 상경하였는데, 그 해에 아버지 김상경은 조씨(曺氏)를 후처로 맞아 들었다. 고등학교 재학 중 한일합방 이후 교명이 한성고등보통학교에서 경성고등보통학교로 변경되어 경성고보를 졸업했다. 경성고보 재학 중 일본에 유학중이던 이가 도쿄 제국 대학이 최고의 대학이라고 소개하였다.
| “ | 경성고등보통학교를 다닐 때 호남학생친목회 주최로 당시 도쿄제국대학에 재학 중이던 남궁영씨와 그 외 몇분을 초대하여, 환영회를 한 적이 있다. 이 때 사회를 보던 어떤 이가 도쿄제국대학은 동양에서 제일가는 학교라고 소개하여 나는 기어코 도쿄제국대학을 가려고 마음먹었다. | ” |

그의 소개를 듣고 그는 일본 도쿄 제국 대학에 진학할 결심을 한다. 1914년 3월 23일 경기공립고등보통학교를 전교 6등으로 졸업하고, 일본으로 유학을 결심한다.
졸업식 날 동창생인 이긍종, 민태원 등과 학교 운동장에서 놀던 중 교장 상전(上田)이 호출하였다. 상전 교장은 그에게 일본 유학을 포기하고 판임문관 견습시험을 보라고 권고했다. 그러나 그는 무시하고 꼭 일본 동경제국대학에 입학해야겠다는 고집을 꺾지 않았다. 그리고 그는 일본에 가서 도쿄제국대학에 들어가서 법률을 공부하여 꼭 변호사가 되겠다고 하였다.
| “ | 변호사? 흥. 지금은 서양 법률사상이 처음으로 들어와서 사건이 많아서 변호사들이 밥을 먹지만, 그대가 동경제대에 들어가려면 일본에 가서 다시 중학 5년을 다녀, 고등학교 3년을 더 다녀. 그리고 대학 4년을 마치면 12년이 걸리는데, 그 안에 질서가 잡히면 변호사들이 할 일이 없게 되어서 살아갈 수가 없게 된다. 그러니 일본 내지에 가서 공부하는 것을 단념하는 것이 상책일 것이다. | ” |

 일본인 교장은 만류했지만 그는 유학을 단행한다.

#### 일본 유학과 귀국

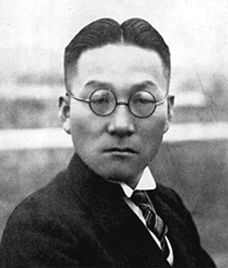
오랜 친구 송진우

1914년 4월 일본으로 유학하였다. 바로 세이소쿠 영어학교(正則英語學校)의 3학년에 편입했다. 그러나 그는 수업 진도를 따라가지 못해 고생하였다. 영여공부에는 학비가 적고 조용하고 시골이 좋다는 동경제국대학 학생 김우영에 권유에 따라 1914년 7월 일본 오카야마(岡山) 제6고등학교 독법과에 편입학하였다. 편입학 시험에서 그는 당초 불합격하였으나 그를 눈여겨본 일본인 선생의 특별 배려로 입학할 수 있었다. 이때 그는 김성수, 송진우, 김도연, 김상덕, 신익희, 안재홍, 여운홍, 윤치영 등을 만난다. 1919년 유학중에 조선기독교청년회(朝鮮基督敎靑年會)의 부회장을 맡아 활동하면서 1919년 2·8독립선언에 주동적으로 참가하였다. 1919년 11월 여운형(呂運亨)의 도일(渡日) 때에는 신인회(新仁會)를 중심으로 하여 그의 환영회를 조직하고 조선독립을 선전하였다.
1917년 일본 오카야마(岡山) 제6고등학교를 졸업하고 동경제국대학 법학부 독법과(獨法科)에 진학했다.
1921년 동경제국대학 법학부 독법과를 졸업하였다. 이후 동경제국대학 대학원 정치학과로 진학, 정치학과의 조수로서 일하였다. 1922년 독일로 건너가 1922년∼1924년에는 독일 베를린 대학에서 정치와 법률학을 연구하였다. 이후 영국 런던 대학에서 수학하였다.
그 뒤 귀국, 1925년 조선일보사에 입사하여 기자가 되었다.

### 일제 강점기 활동

#### 언론 활동과 독립운동
김준연은 한국 최초의 해외 특파원(조선일보 모스크바 특파원)으로 1925년의 소련을 시찰했고 1925년 조선일보사에 입사하여 기자로 생활했으며, 동시에 조선일보 논설위원, 전 조선공산당 당수 등을 역임했다. 그리고 1926년부터 민족주의자의 통합단체인 신간회(新幹會) 조직 준비에 참여하였다.
1927년 2월 신간회의 발기인이 되고 신간회 창립에 주도적 역할을 하였다.
1927년 보성전문학교의 강사로서 교단에도 섰다. 1927년 《현대평론》이 창간되자 그 창간호에 이관용(李冠鎔)·안재홍·이순탁(李順鐸)·백남운(白南雲)·홍명희·이긍종 등과 함께 참여하였다.

#### ML당 사건과 투옥
그 뒤 조선총독부의 탄압으로 조선일보를 그만둔 뒤 1928년 초 김성수의 배려로 동아일보사에 입사했다. 얼마뒤 동사 편집국장으로 임명되었다. 그 뒤 조선공산당 재건운동 조직에 관여했다가 안광천을 몰아내고 당수가 된다.
김준연은 안광천을 일본경찰에 매수된 사람이라고 보았다.
김철수는 제3차 조선공산당을 조직한 직후 코민테른에 보고하기 위해 1926년 12월 서울을 떠나 블라디보스토크로 건너갔다. 그러면서 안광천에게 책임비서 자리를 넘겼다. 안광천 책임비서 시대는 1927년 9월까지 계속되었다. 이어 김준연 책임비서 시대가 시작됐는데, 경찰의 주목을 받게 되자 김준연은 물러서고 1927년 11월 김세연(金世淵)이 책임비서가 된다.
그러나 1928년 2월 마침내 간부들이 검거되어 제3차 조선공산당은 해체된다. 1928년 그도 동아일보 편집국장으로 재직할 때 제3차공산당사건(세칭 ML당사건)에 관련되어 투옥되었다. 서대문형무소에 수감 중에 아들 희종(喜鐘)이 병으로 사망하는 불행이 있었다.

#### 석방과 언론 활동

1936년 8월 25일자 동아일보에 실린 '일장기 말소 사건'

7년간의 옥고를 치르고, 출감 후 1934년 동아일보에서 주필을 지냈다. 1936년 동아일보사 주필로 활동하다가 손기정(孫基禎)의 일장기 말살사건으로 사임했다. 1936년 손기정의 우승을 보도한 기사에 일장기가 말소된 일장기말살사건에 관련되어 조선총독부는 동아일보에 압력을 넣어 그를 해고하라고 하였으나 김성수의 특별 배려로 사임한 뒤, 그는 시골에 내려가 조용히 농사나 지었으면 좋겠다는 말을 자주하였는데 이에 김성수가 경기도 연천군 전곡에서 보성전문학교 소유 해동농장(海東農場)을 관리하도록 주선해주었다. 그는 해동농장에서 1945년 광복할 때까지 거주하였다.

#### 일제 강점기 후반
또한 흥업구락부 사건과 조선어 학회 사건 등을 주동하여 국내에서는 가장 격렬한 항일투쟁을 벌였고, 8년의 투옥 생활과 9년 동안의 연금생활을 하였다. 일제 강점기 당시 김창숙과 함께 항일 세력의 양대 산맥이었으며 일제가 가장 경계하고 감시하는 0순위 인물이었다. 이 일화가 입증하듯 낭산은 국민들로부터 인기와 신망을 한몸에 받는 인물이며 국내에서 가장 영향력이 큰 인물이었다. 하지만, 이후 반민법 처리에 소극적인 입장을 보였다는 비판도 받고 있다.
1940년 창씨개명이 떨어지자 그는 거절하였고, 계속 농장에서 생활하였다. 그러나 1942년 이후 이승만이 출연하는 미국의 소리 단파방송을 여러 번 비밀리에 청취하기도 하였다. 1945년초 국내 불령선인들을 경기도의 야산에 집결시켜 총살시킨다는 소문을 듣고 전남의 야산에 잠적해 있다가 8월 초 경성에 나타났다.

### 광복 이후

#### 한민당 창당 조직활동
조선총독부는 1945년 8월 11일 경기도지사 이쿠다를 통하여 조선의 자본가, 지주, 명사 세력을 대변할 수 있는 송진우를 접촉하여 '행정위원회'를 구성하여 줄 것을 요청했으나 송진우는 중경 임시정부 봉대(奉戴)와 연합군의 승인을 이유로 대면서 그 요청을 거절하였고, 이어 조선총독부는 1945년 8월 14일 송진우와 가까운 김준연에게도 부탁했으나, 김준연은 송진우의 참여 없이는 응하지 않겠다고 해서 이것 역시 무산되었고 치안권 위촉이 여운형에게 돌아갔다고 훗날 한민당측에서 사실인것 마냥 주장하지만, 1957년 조선총독부 정무총감으로 지낸 엔도 류사쿠는 인터뷰를 통해 '한민당의 그 같은 주장은 사실무근'이라고 분명히 밝혔다.
(..중략..) 또 한국에서는 내가 처음에 송진우씨에게 이 문제를 상의했으나 송씨가 거부했기 때문에 여씨를 택한 것으로 전해지고 있는 모양이나 그것은 잘못으로 내가 송씨 및 안재홍, 장덕수씨를 만난 것은 종전 전 총력 연맹에 협력을 요청한 일이 있지만 그들이 깨끗이 거부하여 왔기 때문에 나도 그들의 신념을 이해하여 두 번 다시 권하지 않았다. 따라서 종전후 송씨와 안씨에게 교섭한 일은 없다.

이후 고하 송진우(宋鎭禹), 장택상 등과 함께 국민대회 준비회를 조직하였고, 한국민주당 창당에 참여했다. 10월 남한에 주둔한 미군정 환영식에 참석하였다. 이후 송진우, 윤보선 등과 함께 임시정부 법통 운동을 하였다. 11월 대한민국 임시정부 봉대위원회를 조직하고 11월 임시정부 귀국 환영회를 주관하였다.

#### 해방 정국의 정치 활동
1945년 12월 8일 서울특별시장 고문관에 임명되었다.
김구가 모스크바 3상회담에 반발, 강력한 반탁운동을 추진하자 12월 30일 결성된 신탁통치반대 국민총동원위원회 위원이 되었다. 1946년 2월 14일 비상국민회의 최고정무위원의 한사람으로 선출되었다. 곧 탁치반대국민총동원위원회 부위원장으로 피선되었다. 이어 한민당 내 신탁통치 반대론자의 한사람으로 활동하였다. 그 과정에서 조선이 자력으로 독립하지 못한 이상 신탁통치는 불가피하다는 지론을 펼치던 송진우, 장덕수 등과는 갈등하면서 거리를 두었다.

#### 민주의원, 과도입법위원

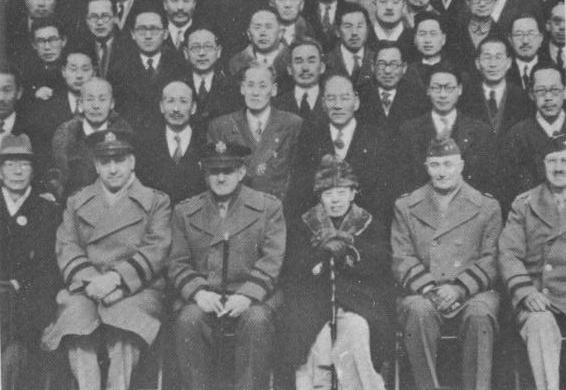
1947년 1월 과도입법위원회 신년사

1946년 2월 민주의원 창설에 참여하였고, 민주의원(民主議院)의원과 한국민주당 상무집행위원에 선출되었다. 46년 3월 16일 발표한 '소련에 반성을 촉구'힌 방송 요지와 미국무성의 친소세력을 규탄하는 기사를 동아일보에 게재했다. 이후 강연 활동을 다니며 신탁통치 반대의 정당성을 역설하고 다녔다.
10월 남조선과도입법위원회 의원 후보로 출마하여 당선되었다. 그해 12월에 개원한 남조선과도입법위원회에서 그는 한민당의 입장을 대변하는 위치에 있었으며, 좌우합작운동과 미소공동위원회 개최에 부정적이던 김준연은 과도입법위원회 의장 김규식(金奎植)과 수시로 마찰을 빚었다. 일부 사회주의자 출신 전향 인사들이 김규식에게 앙심을 품고 김규식이 미군정과 짜고 일제의 적산을 공짜로 절취했다고 주장하자 그는 이 소문을 근거로 공개 성명서를 내고 김규식에게 사실여부 해명을 요구하기도 했다.
1947년 1월 26일 경교장에서 열린 반탁독립투쟁회 결성에 참여하고 반탁투쟁회 지도위원의 한사람으로 선출되었다.

#### 좌우합작운동 반대
과도입법의원의 기독교계 인사들은 기독교인 의장 김규식을 지지하였다. 기독교인 의원들은 기독교인 의장 김규식 박사를 환영하는 연회를 서울시내 안국동 윤보선의 집을 빌려서 베풀었다. 여기에서 김규식은 당시 미국으로 방문외교를 펼치는 이승만을 조롱했다.
| “ | 지금 모 씨가 국제무대에 나가서 활동하고 있는 것은 이불 속에서 활개치는 꼴이다. | ” |

이를 두고 김규식이 '이박사를 비난하였다.'고 확신한 김준연은 즉시 항의하였고 언쟁이 벌어졌으나 겨우 수습되었다.
그에 대하여 김준연은 동아일보 지면을 통해 김규식을 공격하는 글을 여러 편 발표했다. 이어 김규식과 손잡은 김구도 남북한 통일정부를 세워야 한다며 남북협상 주장을 하자 그는 김구도 맹렬히 비난하였다.

#### 단정 수립론 지지와 김구, 김규식 공격
1947년 12월 김성수가 한민당 당수가 되면서 그는 한민당 부당수로 선임되었다. 1948년 1월 총선거의 성격을 놓고 선거가 가능한 지역에 한해서 단독정부를 세우자는 주장과, 남·북한 총선거를 해야 된다는 주장이 맞서게 되었다. 그러나 그는 북조선인민위원회측이 UN한국임시위원단(UNTCOK)의 입북을 거절하는 점을 들어 선거가 가능한 지역 즉 남한만이라도 선거를 해야 된다고 주장하였다.
한민당의 선전부장이던 김준연은 김구·김규식 등 남북협상파가 공산당과 내통하고 있는지도 모른다는 발언을 하여 정계에 큰 충격을 던졌다. 김준연은 김구가 남북협상차 이북에 다녀온 이후 두문불출하고 있는 것이 우익진영의 눈을 속여 암암리에 공산당과 모종의 연락을 취하기 위한 제스처라고 판단했다. 그가 경교장의 동태를 이렇게 판단한 것은 김지웅(金志雄)이 그에게 제공한 정보에 근거를 둔 것이었다.
미군수사기관으로부터 전해들었다는 그의 정보는 공산당원이 김구에게 정치자금을 제공하기 위해 38선을 넘나든다는 것이었다. 그의 주장에 김구는 노발대발했지만 결국 그를 처벌하지는 못했다.

### 정치 활동

#### 의정 활동

##### 제헌 국회 참여
1948년 5월 10일 제헌국회의원 총선거에 한민당 공천으로 출마하였다.
1948년 5월 30일 고향인 영암에서 대한민국 초대 국회의원에 당선되었고 6월 1일 헌법기초위원회 위원에 선임되었다.
낭산은 한민당 부당수 겸 선전부장으로 있으면서 제헌국회 의원, 헌법기초위원이 되어 직접 대한민국의 헌법을 작성했고 '헌법과 정부조직법 기초위원회'위원으로 활동했다. 이승만 대통령을 도와 대한민국 정부 수립에 힘썼다.

##### 헌법기초위원 활동
헌법기초위원회 위원으로 재직 중 그는 형벌에 관련된 공동법안이 결정되었다. '현행범인 경우만 법관이 발부한 영장 없이도 체포 등을 할 수 있도록 규정'한 것과, 영장제도에 '변호인의 조력을 받을 권리', '구속적부심사제'의 추가, '고문과 잔인한 형벌 금지 조항'이었다.
그러나 그는 공동안을 반대하고 권승렬안에 지지를 보냈다. 원안인 공동안에서는 현행범인 경우만 법관이 발부한 영장 없이도 체포 등을 할 수 있도록 규정하고 있었다. 이 규정에 대해 김준연을 필두로 한 한민당 측 의원들은 권승렬안의 입장을 지지하고 나섰다. 권승렬안에서는 현행범일 때만이 아니라, 범인의 도피 또는 증거인멸의 염려가 있을 때에도 사후 영장 청구로 대체할 수 있도록 예외 사유를 확대하고 있었다.
공동안에 대한 두 번째 공격 역시 김준연을 비롯한 한민당계 의원들이 앞장을 섰다. 공동안에 있는 영장제도, 변호인의 조력을 받을 권리, 구속적부심사제에 대한 내우외환 또는 이에 준하는 비상사태의 경우 법률로써 그 적용을 정지할 수 있다는 규정을 추가하자고 나선 것이다. 김준연과 한민당계 의원들의 마지막 공격은 고문과 잔인한 형벌 금지 조항에 모아졌다. 공동안의 이 규정을 삭제해야 한다는 것이었다. 수사상의 어려움으로 치안에 문제를 야기할 수 있다는 현실적인 이유에서였다. 신체의 자유를 보장한다는 조항만으로 충분하다는 논거였다.

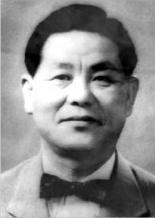
조봉암, 한때 일제강점기 당시 그는 함께 공산주의운동을 하던 사상적 동지이기도 했다.

한민당계 의원들의 파상공세에 무소속의 조봉암 의원이 가 장 전면에서 격렬히 맞섰다. 당시 한 기자는 흥분한 조봉암의 욕설 섞인 항변을 기록하였다.
법률은 강자에게나 약자에게나 공평하여야 한다. 민주주의 국가에 있어서는 사후영장이라는 것이 있을 수 없으며, 또 고문과 잔혹한 형벌은 당연히 금지해야 할 것이다. 그리고 김준연씨는 제2문제 규정은 당연하다고 하나, 이에 준할 비상 사태의 경우 운운은 집회에도 적용될 우려가 다분히 있는 것이니 어찌 이것을 당연하다고 하는가. 이 천하가 언제나 너의 천하가 될 줄 아느냐?

그러나 조봉암 등의 분투도 비상사태 시 인신보호를 위한 절차 규정들을 정지할 수 있다는 규정의 삽입을 막는 데 그쳤다. 첫 번째 문제는 사후영장을 청구할 수 있는 예외 사유를 확대하는 쪽으로 쉽게 결론이 났고, 고문과 잔혹한 형벌의 금지 규정을 삭제하자는 수정안도 표결 결과 11대 10의 한표 차로 가결되었다.

#### 반민특위와 법무부 장관
국회의원 재임시, 국회 내의 반민특위 조사위원으로 활동하였다. 그러나 반민특위는 강제로 해산되었다.
1949년 한민당과 신익희, 지청천 등 대한국민당 탈당파가 연합하여 민주국민당을 창당, 조직하자 참여하였으며, 그는 바로 민주국민당 상임당무위원에 선출되었다. 1950년 5월 30일의 총선거에서 낙선의 고배를 마시고 서울로 올라갔다.
6월 한국 전쟁 때는 법무부 장관으로 발탁, 조병옥 내무장관과 함께 빈약한 장비로 무장한 경찰 병력과 함께 대구 사수에 임했고, 1·4후퇴 때 법무장관으로서 안전한 철수를 위한 계획을 입안하기도 했다(참고로, 이때 대구는 백선엽이 지휘하는 국군 1사단, 미 8사단 10연대, 미 25사단 27연대, 국군 8사단 10연대가 다부동 전투에서 북한군을 막아내어 지켜냈다.).

#### 호헌동지회와 정당 활동

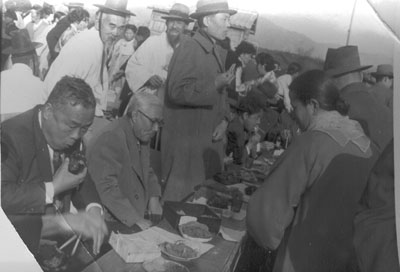
제4대 국회의원 총선거 무렵, 왼쪽 맨끝이 김준연, 중절모를 쓰고 선 인물은 당시 민주당 소속 국회의원 박영종

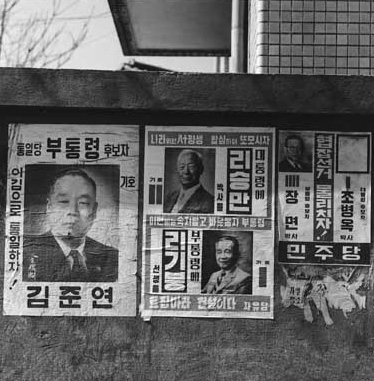

1954년 5월 실시된 제3대 민의원의원 선거에서 고향인 전남 영암에서 출마하여 당선, 제3대 민의원의원에 당선되었다. 그해 민주국민당을 탈당하여 통일당을 조직하고 위원장에 취임했다.
1954년 호헌동지회에 참여하고, 1955년 동아일보사 중역이 되었다. 1955년 통합 야당 민주당이 출범하자 민주당 상무위원에 선출되고, 유엔 한국대표의 한사람으로 파견되었다. 1956년 신익희가 유세 도중 사망하자 5월 5일 민주당 구파 몫의 대표위원으로 피선되었다.
1956년 5월 10일 제4대 민의원의원 총선거에 출마하여 당선되었다. 그러나 이승만을 지지하는 태도를 보여 당원들과 갈등하였다. 1957년 민주당에서 제명되자 이승만 대통령 지지를 선언하고, 통일당을 조직하여 위원장이 되었다.
1960년 3·15 부정 선거 이후 이기붕에게 사퇴를 촉구하는 서한을 보냈다. 1960년 무임소 장관으로 추천되었다. 그러나 같이 무임소장관 후보자로 추천된 윤보선이 취임을 거절하자 그도 무임소장관직을 사퇴했다. 4월 이승만이 대통령에서 하야하고 이화장으로 물러나자 그를 찾아갔다. 이후 이승만이 허정에 의해 하와이로 떠날 때까지 그를 찾아가 문안인사를 드렸다.

#### 제2공화국 기간
제4·5대 의원이 되고, 1960년 3월 3·15 선거에 통일당 부통령 후보자에 출마하였으며, 대통령 후보는 내지 않는 대신 대통령 후보로는 이승만의 지지를 천명하였으나 3월 15일의 부정선거 개표 조작으로 낙선하였다.
5월 제5대 국회의원 총선거에 통일당 후보자로 민의원의원에 출마하여 당선되었다. 이후 그는 제2공화국이 출범하였으나 윤보선측이나 장면측 양측과 모두 일정 부분 거리를 두고 정국의 추이를 관망하였다.

##### 군사 정권 퇴진 운동
5·16 군사정변이후 김준연은 80세의 고령에도 불구하고 7차에 걸쳐 군사정권세력을 향해 폭탄연설을 하여 군사정권을 붕괴 직전까지 몰아붙이기도 하였다. 1961년 5월 26일 그는 1961년 5월 26일자 미국 《타임》 지의 박정희 프로필을 인용하여 주장했다. "박정희 소장은 전에 공인된 공산주의자였다. 그는 군 반란을 조직하는 데 협력했다. 그래서 그는 이승만 씨의 장교들에 의해 사형선고를 받았다. 그러나 그는 전향하여 반란군에 관한 정보를 제공하고 사형을 면제받았다. 그는 지금 분명히 강력한 반공주의자이다."
그러나 김준연의 발언이 나온 뒤 정계는 술렁였고, 박정희의 사상을 의심하는 분위기가 조성되었다.
1963년 통일당과 자유민주당이 통합, 자유민주당 출범에 참여하고, 자유민주당 대표최고위원에 피선되었다.
이에 대하여 박정희는 "허무맹랑한 일이어서 해명할 필요조차 없으며 법이 가려낼 것"이라고 응수했다.
1963년 3월 16일 박정희가 군정연장을 선언하는 3·16 선언을 발표하고 이를 거두지 않자, 3월 19일 윤보선·김도연·장택상·김준연·이범석 등은 박정희에게 3·16 성명의 저의를 추궁하였다. 4월 3일에는 박정희가 관여하지 않는 과도 정부를 수립할 것을 제의하였다.
5월 공개장으로 박의장에게 충고한다는 제목의 공개서한을 동아일보 등 언론에 발표했다.
혁명정부는 잡념을 버리고 8.15까지 정권을 민간인에게 이양하고 출마하지 마시오. 박의장이나 김종필씨 같은 정도의 지식을 가진 자들은 수십만명이나 있다. 자기가 잘났다고 생각하지 말고 국민을 두려워할 줄 아는 겸손한 태도를 가져라. 7월 8일경 대통령 선거와 국회의원 선거를 동시선거하여 8월 15일에 민정이양을 할 수 없는가

민주공화당에서는 그를 고소해야 된다고 분노하였다.

##### 박정희 사상 검증 공방전
1963년 여름 그는 박정희가 공산주의자는 아니냐며 공개적으로 의혹을 제기하여 파문을 던졌다. 속히 윤치영 등이 그를 박정희의 전향은 확실하며 내가 내무장관 때 사상을 보증했다고 했지만 그가 다시 박정희의 사상 의혹을 제기하면서 논란은 확산되었다. 그는 박정희에게 사상 검증을 하자고 하였다.
9월 28일 윤보선의 지지 유세를 하던 김사만(金思萬)은 '박정희는 여순반란사건에 관련되어 사형 선고까지 받았던 공산주의자였다'는 발언을 인용하면서 "일제에 항거하다가 사형선고를 받았다면 몰라도, 우리의 주적인 공산당 혐의를 받았던 사람에게 어떻게 믿고 투표할 것이냐"라며 박정희를 공격했다.
김사만은 "여순반란 사건의 관련자가 정부 안에 있는 듯하다"라고 한 윤보선의 전주 발언이 "(김준연의 폭로에 비교하면) 그 얼마나 점잖은 표현이냐"며 윤보선을 옹호하고 "박정희씨는 그렇게 민족을 사랑하고 아낀다는 사람이 일본제국주의의 군인이 되겠다고 만주군관학교를 거쳐 더 출세하겠다고 일본에 가지 않았느냐"며 맹비난을 가했다. 바로 공화당에서 김준연을 고소하겠다고 선언하자 그는 고소 할테면 해보라며 답변할 가치가 없다고 응수한다.
10월 그는 송요찬의 녹음 연설회를 열기 위해 경남 마산으로 내려갔다. 마산에 온 그는 10월 2일 오전 10시 기자회견을 발표한다. 이 기자회견에서 그는 박정희와 김종필의 사상 의혹을 제기한다.
간첩 황태성은 박정희씨의 친형인 박상희씨와 친면이 있는 사이이고, 고 박상희씨는 대구폭동 당시 군위 인민보안서장으로 활약했다가 토벌경찰에 의해 사살되었고, 여순 반란 사건 때 박정희씨가 남로당 책임자였다는 것, 또한 박씨의 조카사위인 김종필씨는 서구식 민주주의를 부인하고 공산세계와 일맥이 통하는 소위 교도민주주의를 제창하였다는 것 등으로 미루어 그의 사상이 의심되지 않을 수 없고, 국민들은 그러한 사실들을 알아야 할 것이다.

1963년말 자유민주당 대표최고위원이 되고, 1963년초 제5대 대통령 선거에서는 대통령 후보간의 갈등이 심하여 입장표명을 하지 않다가 윤보선으로 대선후보가 확정되자 그는 윤보선을 지지하여 지원유세를 다녔다. 제5대 대통령 선거 유세기간 중 윤보선 외에도 김준연 역시 박정희의 남로당 경력과 여순사건 관련 경력을 들어 박정희 사상의 건강성과 민주성을 의심하였다.

##### 한일회담 반대 공방전
64년 4월 4일 오후, 공화당은 1억 3천만불 유입설의 발설자인 김준연 의원을 명예훼손, 허위사실 유포 혐의로 서울지검에 고소했다. 공화당은 또 김준연의 발언 가운데 박정희 총재와 김종필 당의장에 해당되는 명예훼손 사항에 대해서도 아울러 검찰에 고발했다. 그러자 야당에서는 정치 탄압이라며 김준연을 옹호하고 나섰다.
1964년에는 박정희의 한일회담에 반대, 윤보선, 함석헌, 장택상, 이범석, 박순천, 장준하 등과 함께 한일협상 반대 운동에 참여하였다. 그는 각지에 한일 협상 반대 강연활동을 다니며 박정희의 사상이 건강하지 못하다는 점과, 솔직하지 못하다며 비판을 가했다.
65년 3월 30일 그는 국회에서 정부가 한일협상을 하면서 일본으로부터 사전자금을 수수했다는 의혹을 제기했다. 그리고 이 의혹은 장택상이 제보해주었다고 발표하였다. 김준연의 주장은 장택상의 증언과 일본 잡지에 기재된 기사, 우인기의 고소장 내용 등이었는데 조사위원회는 몇명의 증언만 듣고 종결시켜버렸다. 박정희 정권은 그를 처벌하려 했으나 민정, 민주 야당의 강한 반발로 무산된다.
그러나 65년 4월 7일 민주공화당은 김준연을 고발했고, 김준연은 박정희와 김종필을 외환죄 혐의로 맞고소했다. 4월 18일 정부는 허위사실 유포죄로 김준연의 구속동의 요청서를 국회에 제출했다. 그러나 사법부는 정부와 공화당의 편을 들어주었고, 야당에서는 그의 석방, 구명운동과 함께 보석금을 모금했다. 그는 보석금을 내고 5월초 석방되었고, 의원직도 유지하였다.

### 생애 후반

#### 대통령 선거 낙선과 정계 은퇴
1967년 민중당 총재로 대통령 후보에 출마하였으나 낙선되었다. 이후 그는 사실상 정계를 은퇴하였다.
저서로는 《독립노선 獨立路線》(1947)·《나의 소전(小傳)》(1957)·《나의 길》(1966)·《나의 편력(遍歷)》(1969) 등이 있다. 건국에 이바지한 공로로 1963년 대통령표창(건국공로훈장)을, 1969년에는 국민훈장 무궁화장을 수여받았다.

#### 최후
1971년 3월 5일 신민당에 입당하였다. 1957년 민주당에서 제명된 이래 이승만을 지지하는 등 당론을 달리하던 그의 입당을 놓고 신민당 당내에서는 거부해야 된다는 여론도 있었으나, 입당이 승인되었다.
1971년 12월 31일 오후 11시 50분에 서울 성동구 금호동 자택에서 타계했다. 당시 그의 나이 향년 76세였다. 영결식은 1972년 1월 7일 서울시민회관 대강당에서 열렸고, 장지는 경기도 양주군 주내면(현 양주시 양주읍) 천주교묘지이다.

### 사후
자녀는 아들은 한명, 딸은 세 명 있다. 1998년 낭산 기념사업회가 구성된 뒤, 2009년 공식 출범하였다. 2009년 고향인 전남 영암에 낭산김준연 기념관이 건립되었다.

## 저서 및 논문

### 저서
- 《나의 소전》 (동아일보사, 1954)
- 《나의 길》(1966)
- 《나의 편력》(1969)
- 《낭산 김준연 : 건국의 원훈》 (낭산 김준연 기념사업회, 허도산 편저, 자유지성사, 1998)

### 논설
- 《독립노선》(獨立路線) (1947)

## 약력
- 1948년 5월 10일 : 제헌 국회의원(전남 영암)

## 상훈
- 1963년 대통령표창
- 1969년 국민훈장 무궁화장
- 건국공로훈장

## 학위
- 일본 도쿄 제국대학교 법학과 법학사
- 일본 도쿄 제국대학교 대학원 교육학 석사
- 영국 런던 대학교 대학원 경제학 석사
- 독일 베를린 대학교 대학원 법학석사

## 가족 관계
- 증조부 : 김주효(金胄斅, 1811 - 1872)
- 조부 : 김흥재(金興載, 1838 - 졸년미상)
  - 부: 김상경(金相逕, 1879 - 1945)
  - 모: 청주한씨(淸州韓氏, 1875 - 1910.7.21)
    - 동생: 김준오(金俊梧, 1896 - ?)
    - 동생: 김준량(金俊亮, 1900 - ?)

  - 계모: 조씨(曺氏, 1891 - 졸년미상)
    - 이복 여동생: 김순정(金順貞)
    - 이복 동생: 김준설(金俊卨)
    - 이복 여동생: 김봉정(金奉貞)
    - 이복 여동생: 김경정(金璟貞)
    - 이복 동생: 김준병(金俊炳)
    - 이복 동생: 김준철(金俊喆)

  - 부인: 김옥성(金玉聲, 1891 - 졸년미상)
    - 장남: 김희종(金喜鐘, 1914 - 1932)
    - 장녀: 김자옥(金子玉 1917 - 1985)
    - 사위: 조규찬(曺圭瓚, 1909 - 1997)
    - 차녀: 김자향(金子香, 1919 - 2017)
    - 사위: 이종만(李鐘漫)
    - 삼녀: 김자선(金子善, 1926 -)[30]
    - 사위: 김홍섭(金洪燮, 1915 - 1965)
    - 양자: 김규식(金圭植, 1934 - 2000)
    - 자부: 이춘지(李春技)

## 기타
정치인으로 활동하면서도 수시로 동아일보 등에 칼럼과 평론, 사설을 기고하기도 했다.

### 임시정부 지지 철회 원인
김준연은 8.15 직후 국내파인 건준세력과 해외파인 임정파가 대립하고 있을 때 해외파를 적극 지지, 건준과의 투쟁에서 그 선봉에 섰다. 그러나 이렇게 해외파에 적극 접근했던 그가 그 후 해외파를 반대하는 선봉에 서게 된 데에는 임정의 까다로운 조건 때문이었다.
당시 중국에서 돌아온 임정에서는 앞으로 수립될 통일정부 요인의 자격 규정으로서 대통령은 30년 이상, 국무총리는 20년 이상, 그리고 장관은 10년 이상 독립운동을 유일한 천직으로 하여 계속 투쟁한 인사에 한한다고 주장했던 것이다. 그는 대한민국 임시정부측의 이러한 주장에 너무 터무늬없는 주장이라고 공개적으로 반박하고 나섰다.
김준연은 대통령이나 국무총리는 그래도 좋겠지만 장관까지 그런 규정을 둔다는 것은 받아들일 수 없다는 생각이었다. 이러한 규정대로 한다면 자기가 속해 있는 한민당은 정부 요직에 참여할 수 있는 자격이 있는 인사가 거의 없다고 생각한 때문 이었다. 이후 대한민국 임시정부 측은 김성수 등을 임정 국무위원(장관급)으로 입각시키는 등의 조치를 취하지만 그는 임정을 부정적으로 보게 된다.
이런 이유로 해서 김준연은 임정을 반대하는 선봉에 섰고, 임정 요인이 일부 중심이 된 좌우 합작이나 남북협상을 신랄하게 비난해왔다.

### 김구, 김규식 비난과 공방전
그는 당초의 임시정부 지지를 철회하고 1946년 이후부터는 임시정부 세력을 건국 방해 세력으로 규정했다.
김준연은 김구를 정점으로 하는 남북협상파와 김규식을 정점으로 하는 좌우합작파를 모두 공산주의 노선과 비슷할 뿐 아니라 정부 수립에 크나큰 방해인물들로 단정했다. 그래서 (남북협상 당시) 공산당이 김구에게 정치자금을 조달한다는 설이 있자 곧 《동아일보》 지상을 통해 다음과 같은 규탄성명을 발표하기에 이르렀다.
친애하는 동포 여러분! 5·10 총선거는 우리 5천년 역사에 길이 빛날 광명의 전환점입니다. ...(이하 중략)... 그러나 침략주의 외세 소련은 '약소민족 해방'이라는 허울 좋은 탈을 쓰고 우리 민족을 다시 자기들의 노예로 만들려는 음모를 다 하고 있습니다. 그런데도 소련의 주장을 지지하고 토지의 국유화를 원칙으로 한 공산주의적인 경제정책을 시도하는 무리들이 이 땅에 있다는 것은 통탄해 마지 않을 일입니다.

 이들은 민족의 숙원인 정부 수립을 반대하고 소위 남북협상이라는 빛좋은 통일방안을 앞세웠습니다. 그러나 저들이 소위 남북협상에서 얻 어온 것이 무엇입니까.

우리 민족을 노예화하겠다는 소련의 궤도에 맹종한 것 외에 무엇이 있었습니까? 그러면 김구, 김규식 등은 어째서 그런 행동을 했겠습니까? 동포 여러분은 매우 이상하게 여기실 것입니다. 그러나 이들의 행동은 결코 이상할 것이 없습니다. 김규식은 한때 공산당 당원이었고 김구는 토지의 국유화를 주장했으니만큼 김구 역시 공산당 노선과 다를 바가 없는 것입니다. 이들은 아직까지 민족적 입장을 저버리고 계속 공산당과 손을 잡고 다시 남북협상을 기도하고 있습니다.

동포 여러분-나는 이들을 동포의 이름으로 규탄하거니와 동포 여러분은 이에 새로운 인식과 각오가 있어야 하겠습니다.

　　　　　　　　　　　　　　　　　　　　　　　　한국민주당 김준연

며칠 후 한민당도 당의 이름으로 같은 내용의 성명서를 발표하여 김구와 김규식을 신랄히 비난했다. 너무나 신랄하고 공격적인 이 성명은 곧 한국 정계에 커다란 파문을 일으켰다. 김준연과 한민당의 성명을 보고 누구보다도 치를 떤 것은 한독당의 김학규(金學奎)였다.
| “ | 각주 선생님, 이걸 좀 보십시오. 한민당의 김준연이란 자가 우리를 아주 공산당으로 몰아세웠습니다. 세상에 이런 죽일 놈이 있습니까. | ” |

김학규에게서 신문을 받아든 김구는 돋보기로 김준연의 성명을 읽었다.
| “ | 음 내 머지않아 이런 성명이 나올 줄 알았지. 나보다 김규식 박사가 더 안됐군! | ” |

극도로 흥분한 김학규를 진정시키는 김구의 눈에도 분노와 울분이 서려 있었다. 조용히 눈을 감고 앉아 있던 김구는 책상 위에 놓인 붓을 들었다. '小人閑居爲不善'-김구는 말없이 이런 글귀를 써내려갔다.
김구, 김규식을 위시한 남북협상파를 정면으로 공격한 김준연과 한민당의 폭탄 성명은 독촉 등 정부수립파의 절대적인 지지를 받았다.
자신들을 공산당으로 몰고 간 일로 김준연과 한민당을 극도로 증오하게 된 김학규는 나중에 김준연과 윤보선이 박정희에게 사상 검증 공세를 할 때 박정희를 공개적으로 지지하게 된다.

## 같이 보기
| - 조선일보 - 동아일보 - 조선공산당 - 김약수 - 김병로 - 원세훈 - 이순탁 - 국민대회준비위원회 - 건국준비위원회 - 한국민주당 - 민주국민당 - 자유민주당 - 김성수 - 김도연 - 장덕수 - 윤보선 - 이승만 - 허정 | - 송진우 피살 사건 - 장덕수 피살 사건 - 안공근 피살 사건 - 김구 - 박헌영 - 김성수 - 장덕수 - 신익희 - 조병옥 - 윤보선 - 윤치영 - 윤치호 - 장면 - 박정희 - 곽상훈 - 박순천 - 유진오 - 정일형 | - 동아일보 - 민주의원 - 통일당 - 자유민주당 - 김학규 - 여운홍 - 이철승 - 이범석 |

## 관련 서적
- 《나의 길》(김준연, 1966)
- 나의 소전 (동아일보연락소, 1954)
- 《나의 편력》(김준연, 매일경제신문 연재, 1969)
- 홍우출판사, 정계야화 (전2권) (홍우출판사, 1966)
- 윤보선, 외로운 선택의 나날들(동아일보사, 1991)
- 김삼웅, 《한권으로 보는 해방후 정치사 100장면》 (가람기획, 1999)
- 이연복 《대한민국 임시정부 30년사》(국학자료원, 2006)
- 강준만, 《한국현대사산책》〈1940년대편 2권〉(인물과사상사, 2004)

## 역대 선거 결과
|  | 0% |

|  | 37.95% |

|  | 53.07% |

|  | 51.99% |

|  | 2.4% |

|  | 33.56% |

|  | 39.76% |

|  | 2.24% |

|  | 9.70% |